# عثمان بوکاری
عثمان بوکاری (انگلیسی: Osman Bukari؛ زادهٔ ۱۳ دسامبر ۱۹۹۸) بازیکن فوتبال اهل غنا است.
از باشگاه‌هایی که در آن بازی کرده‌است می‌توان به باشگاه فوتبال اندرلشت اشاره کرد.
وی همچنین در تیم‌های ملی فوتبال غنا بازی کرده‌است.